# Node (Northlane)
Node è il terzo album in studio del gruppo progressive metalcore australiano Northlane, pubblicato il 24 luglio 2015 dalla UNFD. Questo è il primo album registrato con il nuovo cantante Marcus Bridge, in seguito all'abbandono del vocalist originale Adrian Fitipaldes nel 2014. L'album ha vinto il premio di miglior album hard rock/heavy metal agli ARIA Music Awards.
Nel 2016 è stata pubblicata l'edizione speciale dell'album contenente anche le tracce strumentali, le versioni registrate dal vivo in studio di Obelisk e Weightless, la canzone Aspire dall'album Singularity ri-registrata com Marcus Bridge alla voce, la cover di Let It Happen dei Tame Impala e la versione singolo del brano Rot.

## Tracce
1. Soma – 4:02
2. Obelisk – 4:14
3. Node – 4:42
4. Ohm – 4:07
5. Nameless – 2:19
6. Rot – 3:53
7. Leech – 4:21
8. Impulse – 3:35
9. Weightless – 5:15
10. Ra – 4:27
11. Animate – 5:24

Bonus tracks dell'edizione Deluxe
1. Soma (strumentale) – 4:04
2. Obelisk (strumentale) – 4:14
3. Node (strumentale) – 4:43
4. Ohm (strumentale) – 4:12
5. Nameless (strumentale) – 2:26
6. Rot (strumentale) – 3:54
7. Leech (strumentale) – 4:21
8. Impulse (strumentale) – 3:37
9. Weightless (strumentale) – 5:18
10. Ra (strumentale) – 4:29
11. Animate (strumentale) – 5:27
12. Obelisk (Ghost City Sessions) – 4:34
13. Weightless (Ghost City Sessions) – 5:20
14. Aspire (feat. Marcus Bridge) – 3:39
15. Let It Happen (cover dei Tame Impala) – 4:10
16. Rot (Single Version) – 3:54

## Formazione
- Marcus Bridge – voce
- Jon Deiley – chitarra solista
- Josh Smith – chitarra ritmica
- Alex Milovic – basso
- Nic Pettersen – batteria

## Classifiche
| Classifica (2015)           | Posizione massima |
| --------------------------- | ----------------- |
| Australia (ARIA Charts)     | 1                 |
| Regno Unito (OCC)           | 92                |
| Stati Uniti (Billboard 200) | 194               |